# 陈小明 (化学家)
陈小明（1961年10月5日—），男，广东揭阳人，中國化學家，中国科学院院士、世界科學院院士、國際純化學和應用化學聯合會会士。研究领域为無機化學，累計發表了40次學術報告、超過400篇論文，主持了近30個國家級或省部級科研项目。

## 生平

### 早年及教育经历
陳小明在1961年10月5日生於中國廣東省揭陽市漁湖鎮，他出身於農民家庭，在四個兄弟中排行第二；他小時候適逢三年困难时期，面臨嚴重的物資匱乏，經常要挨餓。陳小明的少年時期正值文化大革命，讀書在當時不受重視，學校主要教授《毛主席語錄》、歷史（「憶苦思甜」）、軍事、農業等知識；他只在中聯小學唸了五年小學、在中聯小學附中唸兩年初中，便在1976年因家境困頓而回家務農，沒有升讀高中。
1977年，中考和高考恢復舉行，陳小明回校補習，並成功考上漁湖中學；兄長在學業上的成功激發他努力學習，雖然他在1978年的高考未能報考志願的院校，但後來因通過縣內的數學競賽和物理考試而被遴選到揭阳市第一中学入讀，並在翌年考進大學。在揭阳市第一中学裡，陈小明上過化學老師李老師的課，並形容他講課非常生動。陳小明在1979年高考填报的第一志願是華南理工大學建築系，第二志願是中山大學化學系；但是，縣招生辦幹部看到他的報考志願單，認為他的分數足以入讀中山大學，便私下調換兩個志願，令其考進後者。
考進中山大學後，陳小明報考了催化化學專業，但意外被分配到X射線晶體學領域，師從范海福教授；他起初感到無奈，但後來受范海福的影響而對科学研究和晶體學產生興趣，並在撰寫畢業論文的過程中喜愛上科學實驗和化學。陳小明在1983年獲授理学学士学位，1986年獲頒理学硕士学位，其後到中山醫科大學任教生物化學三年，但因自覺知識水準不足而決定繼續學習。
當時，曾與范海福合作的香港中文大學教授麦松威正在招收博士生，陳小明便到香港求學，成為麦松威所教導的首名中國大陸博士生。麦松威治学严谨，待人和善敦厚，為陳小明的學習提供不少幫助，亦影響了後者的為人。赴港求學期間，陳小明遇上的最大困難是语言障碍，论文用英語撰寫的要求對他而言是很大的考验，但他後來在麦松威的教導下逐漸提升了英語水平。1992年，陳小明獲中文大学頒授哲学博士学位。

### 工作经历
陈小明在1986年至1989年間曾短暫供職於中山医科大学生物化学教研室，先後擔任助教和讲师。1992年，陈小明獲中文大學頒授學位，即將毕业；其師麦松威此時向訪問中文大学的中山大学校长推荐了陈，後者因而在同年7月來到中山大学化学与化学工程学院工作。在他入職之初，中山大学的研究条件惡劣，仪器、科研基础、研究经费和教職工资均有不足，後來才有所改善。他在1993年12月獲中山大学晋升為副教授、1995年1月獲晋升為教授，於2000年至2004年間是長江學者獎勵計劃的特聘教授，在2006年成為中山大学生物无机与合成化学教育部重点实验室主任。除了擔任教職外，陈小明亦與蔡继文合作撰写教材《单晶结构分析原理与实践》。

## 学术贡献
陈小明的研究方向為功能金属配合物與配位金屬聚合物超分子体系的分子设计、化學合成、结构和性能。他的研究成果包括发现10多种金属诱导有机反应、把原位合成法应用于微孔结构配位聚合物的可控组装等。他亦主持了近30個國家級或省部級科研项目。
陳小明在各個國際學術會議上累計發表了40次學術報告，並發表了超過400篇論文，其中近40篇是在《美國化學會志》、《自然-通訊》、《應用化學》、《先進材料》等具國際影響力的刊物上刊出。他的論文在科學引文索引合共獲他人引用超過28,000次，其中有50篇被引用逾100次，H指數為87。

### 教學經歷和主張
陈小明主要讲授无机化学和晶體學相關的本科生、研究生课程，指导博士後、博士生、硕士生和中國國內访问学者進行科研工作。他在1996年開始指導研究生，累計指導了近33名博士生和不到10名碩士生；在他指導的博士畢業生當中，兩人獲頒授全國優秀博士論文獎、六人獲提名，四人獲國家傑出青年科學基金资助，一人入選為中共中央组织部青年千人计划學者。
陈小明認為，作為一名教師，培養學生的自信和興趣至關重要；其中，興趣與好奇心有緊密的關係，可以說成一種本能，但也可以後天培養。他又表示，八零後學生比前代學生知識更多、知識面更廣，但前代學生則學得更精细；八零後學生有主見、思想較為活躍，前代學生多把投身科研視為生計。

## 社会兼职
国务院学位委员会学科评议组成员（第六届和第七届）、中国科学院化学部常委、中国化学会理事、中国晶体学会副理事长、中国稀土学会理事、国际分子筛协会金属有机骨架委员会成员。

## 奖项和荣誉

### 奖项
陈小明曾獲得下列獎項：
| 奖项名稱               | 頒發單位                                               | 頒發年份               |
| ---------------------- | ------------------------------------------------------ | ---------------------- |
| 中國青年科技獎         | 中國科學技術協會、中華人民共和國人事部、中共中央組織部 | 1996年                 |
| 廣東省科技成果獎一等獎 | 不詳                                                   | 1998年、2006年、2012年 |
| 傑出青年學者獎         | 求是科技基金會                                         | 1999年                 |
| 國家自然科學獎二等獎   | 中華人民共和國國務院                                   | 2007年                 |
| 湯姆森·路透前沿研究獎  | 不詳                                                   | 2008年                 |
| 世界科學院化學獎       | 世界科學院                                             | 2012年                 |

### 荣誉
陈小明是中華人民共和國教育部「全國優秀教師」（2004年）中国科学院院士（2009年当选）、世界科學院院士、國際純化學和應用化學聯合會会士。

## 家庭
妻子同是揭陽人，为中學时校友，曾經是一名工程師，為了兼顧家庭而改到中山大學圖書館工作；兩人育有一個女兒，她受父親影響而修讀化學專業，負笈英國。

## 轶事
陈小明習慣騎自行車上下班，喜歡與學生打羽毛球，也會與友人玩撲克牌。